# 海女博物馆
海女博物馆是一处位于韩国济州特别自治道的博物馆。

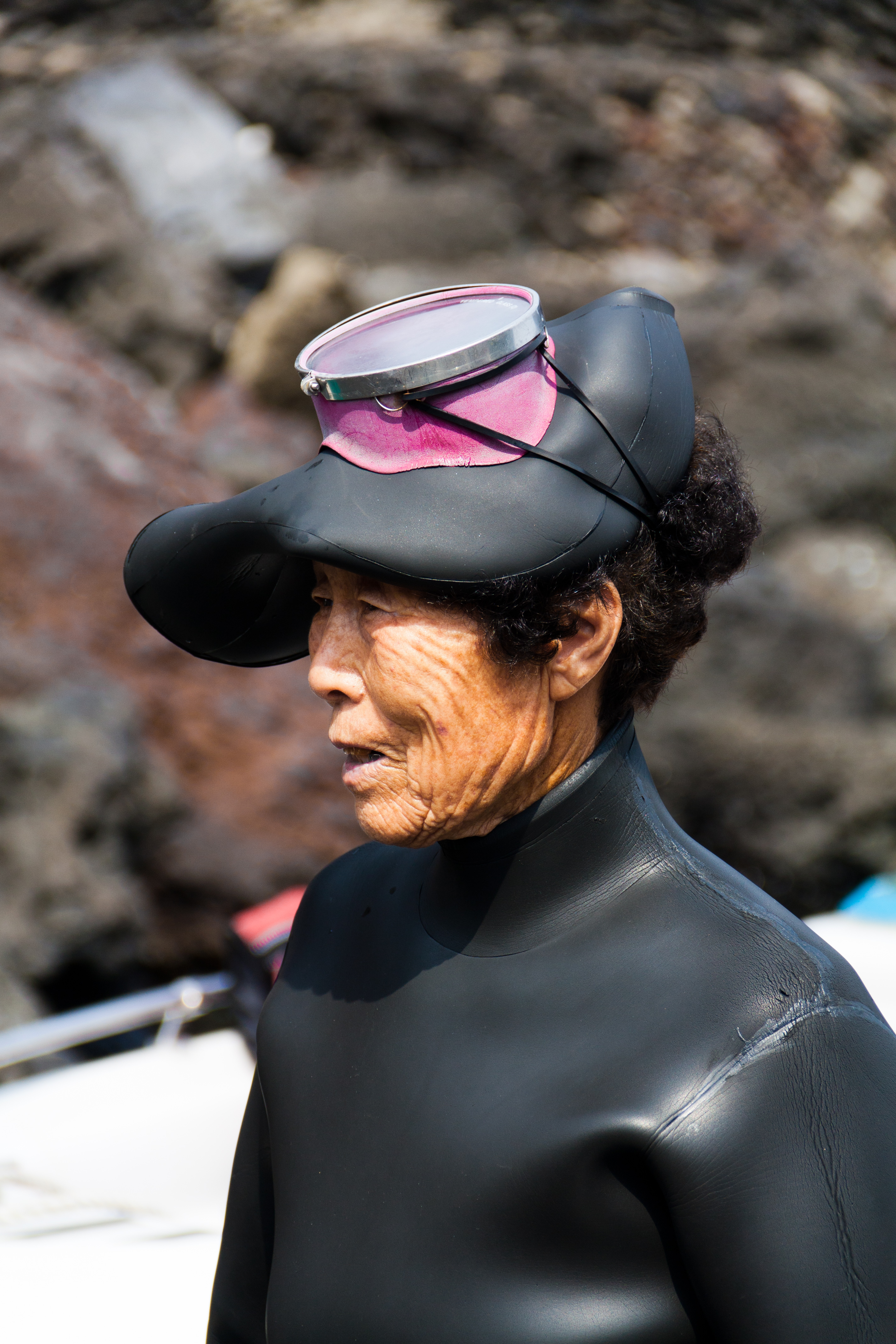
海女

## 历史
海女是韩国济州的传统女性职业，博物馆于2003年12月23日开工，2006年6月9日落成开馆。主要展示海女生活风俗和传统文化。包括三个展厅和儿童馆以及一个文化中心，此外还有济州海女抗日运动纪念碑等户外展览。

## 营业时间
- 早上九点至下午六点
- 周一，元旦，春节，中秋闭馆